# Джемини 5
Джемини 5 (на английски: Gemini 5) е третият пилотиран полет от програмата Джемини, единадесети пилотиран американски и изобщо деветнадесети космически полет в историята. По време на полета е поставен първият американски рекорд за продължителност на полета: над 190 часа и 55 минути.

## Екипаж

### Основен екипаж[1]
| Пост           | Астронавт                          |
| -------------- | ---------------------------------- |
| Командир/пилот | Гордън Купър два космически полета |
| Пилот          | Чарлс Конрад един космически полет |

- Броят на полетите е преди и включително тази мисия.

### Резервен екипаж[1]
| Пост           | Астронавт      |
| -------------- | -------------- |
| Командир/пилот | Нийл Армстронг |
| Пилот          | Елиът Сий      |

## Цели на мисията
Полетът е планиран с продължителност 8 дни – двойно по-голяма от предишната мисия Джемини 4. Целта е доказване надеждността на всички системи и проучване влиянието на безтегловността на човешкия организъм. Това става възможно благодарение на новите горивни клетки, генериращи достатъчно електричество за по-продължителни полети, имащо решаващо значение за бъдещите мисии по програма „Аполо“.

## Полетът
Изстрелването е насрочено за 19 август 1965 г., но предстартовото броене е прекратено около 10 минути преди излитането поради технически проблем и е отложен за след 2 дни.
„Джемини 5“ стартира успешно на 21 август 1965 г. Астронавтът Гордън Купър става първият астронавт в света с два орбитални космически полета. След излизането на орбита астронавтите изпробват системите за контрол на кораба, използвайки двигателя, за увеличаване на скоростта. По време на втората обиколка е изстрелян субсателит с тегло 34 кг, с който е трябвало да се отработят първите „срещи“ в космоса. Поради технически проблеми (налягането на кислород в горивните клетки намалява от 5900 на 450 кРа) центърът за управление на полета, предвижда дори предсрочно прекратяване на полета. По-късно налягането се стабилизира (при минимално допустимо от 153 кРа). Тестовете на Земята доказват, че е възможно горивна клетка да работи и с по-ниско налягане на кислорода. Въпреки това астронавтите консумират икономично електрическият ток (при планирани 25 A – до 10 A).
Докато се решават проблемите с електрическото захранване се оказва, че субсателита е загубен безвъзвратно в космоса. За проверка на навигационната система за бъдещите скачвания на два кораба в орбита, се налага употребата на измислен кораб „Фантомът Аджена“, траектория, определена от компютър. Провеждат се и маневри за промяна параметрите на орбитата на кораба, но на петия ден са прекратени поради излизане от строя на един от двигателите.
През останалата част от полета астронавтите правят голямо количество снимки на Земята, за проверка резолюцията на сателитните снимки. Правят много астрономически наблюдения, а с помощта на спектрографа се установява, че височината на облаците може да се установи от орбита. Установена е и радиовръзка с подводницата Sealab 2 (САЩ), която е била на дълбочина от 64 м под повърхността на Тихия океан.
След 120-ата обиколка космическия кораб се приводнява на повърхността на Атлантическия океан на около 440 km югозападно от Бермудските острови, където са прибрани на борда на самолетоносача USS Lake Champlain.
Астронавтите правят 120 обиколки около Земята и прелитат над 5 000 000 km и по този начин подобряват рекорда на Восток 5 (СССР). Заради грешна информация, въведена в компютъра, корабът се приводнява на разстояние около 130 км от разчетната точка. Компютърът е работил перфектно, но програмиста е задал скоростта на въртене на Земята 360° за 24 часа, вместо от 360,98°, т.е. не е взет факторът звезден ден.

## Параметри на мисията
- Маса на кораба: 3605 кг
- Перигей: 162 км
- Апогей: 350,1 км
- Инклинация: 32,61°
- Орбитален период: 89,59 мин

## Днес
Капсулата на „Джемини 5“ е изложена в посетителския център на Космическия център Линдън Джонсън в Хюстън, щата Тексас.